# Герман Саксен-Веймар-Айзенаський (1825—1901)
Герман Бернхард Георг Саксен-Веймар-Айзенаський (нім. Hermann Bernhard Georg von Sachsen-Weimar-Eisenach), (нар. 4 серпня 1825 — пом. 31 серпня 1901) — принц Саксен-Веймар-Айзенаський та герцог Саксонський, син принца Саксен-Веймар-Айзенаського Карла Бернхарда та принцеси Саксен-Мейнінгенської Іди Кароліни. Військовий вюртемберзької армії.

## Біографія
Герман народився на світ 4 серпня 1825 року у замку Альтенштайн, літній резиденції дому Саксен-Мейнінген. Він був п'ятою дитиною та третім сином принца Саксен-Веймар-Айзенаського Карла Бернхарда та його дружини Іди Саксен-Майнінгенської. Батько на момент його народження знаходився на американському континенті у подорожі і побачив сина тільки після повернення у наступному році.
Хлопчик мав старших братівː Вільгельма та Едуарда й сестру Луїзу. Ще одна сестра померла немовлям до його народження. Згодом сім'я поповнилася молодшими дітьмиː Густавом, Анною та Амалією.
У 1840 році Герман вступив до Вюртемберзької військової академії. Був вояком вюртемберзької армії, служив у кавалерії.
У віці 25 років узяв шлюб із 24-річною вюртемберзькою принцесою Августою. Весілля відбулося 17 червня 1851 у Фрідріхсгафені. У тому ж році принца підвищили до підполковника.
У подружжя народилося семеро дітей, з яких вижили шестеро.
Подружжя оселилося у Штутгарті. Їхній палац на Неккарштрассе тривалий час був культурним осередком міста. В столиці Германа кликали Веймарським принцом.
У 1853 році Герман став командиром гвардійського полку. Дослужився до чину генерала кінноти. Від 1859 року командував Вюртемберзькою королівською кавалерійською дивізією. У 1864 році залишив військову службу через відсутність перспектив. За відсутності іншої діяльності підтримував соціальні, патріотичні та художні товариства.
Августа пішла з життя 3 грудня 1898 року. Герман пережив її на три роки і помер 31 серпня 1901. Похований разом із дружиною на цвинтарі Pragfriedhof у Штутгарті.

## Родина

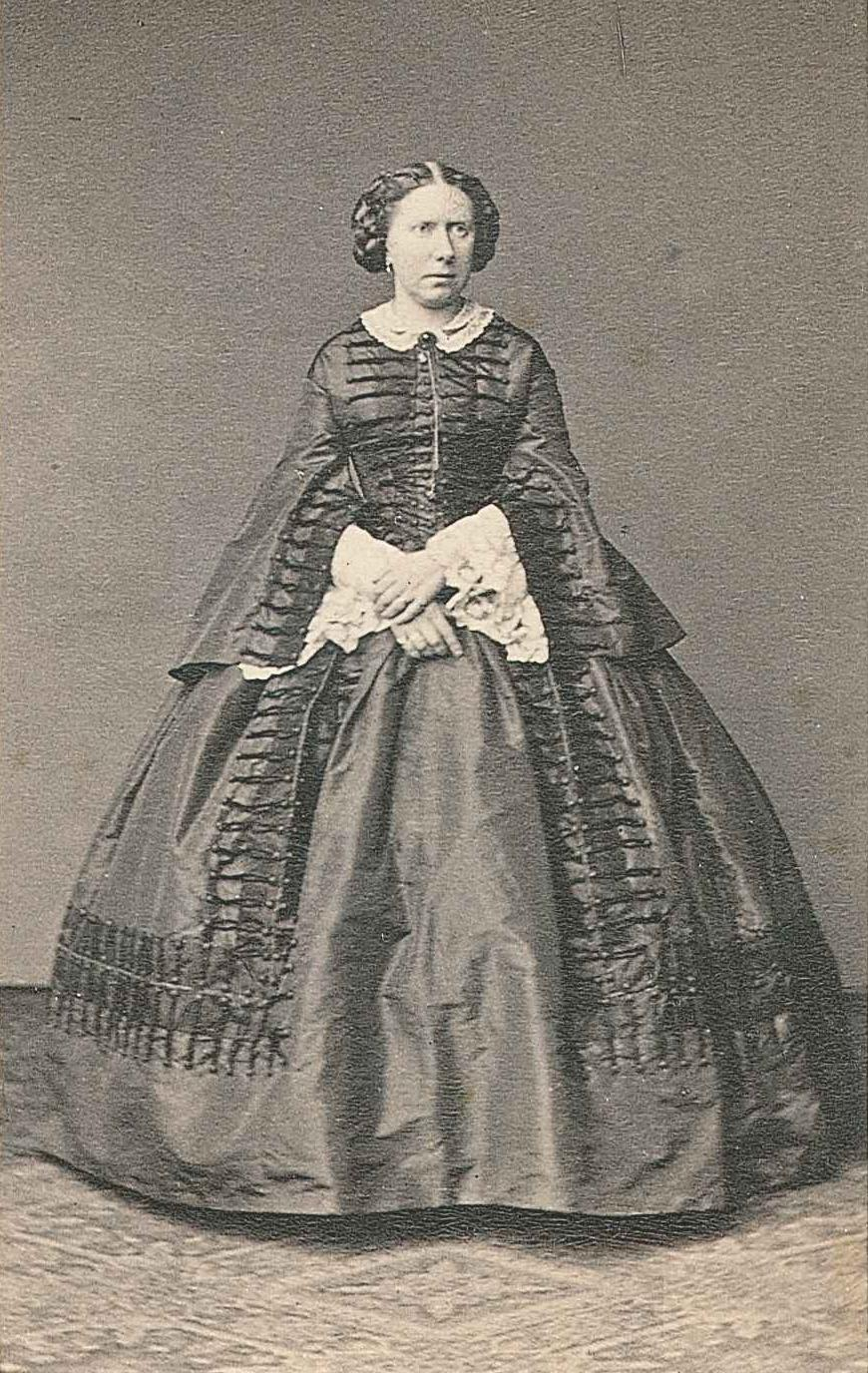
Принцеса Августа

Дружина: Августа Вюртемберзька
Діти:
- Пауліна (1852—1904) — дружина спадкоємного принца Саксен-Веймар-Айзенаху Карла Августа, мала двох синів;
- Вільгельм (1853—1924) — спадкоємний принц Саксен-Веймар-Айзенаху у 1901—1912 роках, був одруженим із Гертою Ізенбург-Бюдінген-Вахтерсбахською, мав двох синів, та доньку;
- Бернхард (1855—1907) — був двічі одруженим, дітей не мав;
- Александр (1857—1891) — одруженим не був, дітей не мав;
- Ернст (1859—1909) — одруженим не був, дітей не мав;
- Ольга (1869—1924) — дружина принца Леопольда Ізенбург-Бюдінген-Бірштайнського, мала сина.

## Нагороди

### Велике герцогство Саксен-Веймар-Айзенаське
- Орден Білого Сокола, великий хрест (12 вересня 1840)
- Почесний знак за заслуги під час війни 1870/71

### Вюртемберзьке королівство
- Орден Вюртемберзької корони, великий хрест (1851)
- Орден Фрідріха (Вюртемберг), великий хрест з мечами (1871)
- Орден Ольги (1871)
- Хрест «За вислугу років» (Вюртемберг) 1-го класу
- Золота ювілейна медаль

### Велике герцогство Гессенське
- Орден Людвіга (Гессен-Дармштадт), великий хрест (5 листопада 1856)
- Хрест «За військово-медичні заслуги» (8 травня 1872)

### Велике герцогство Баденське
- Орден Вірності (Баден) (1864)
- Орден Церінгенського лева, великий хрест (1864)
- Почесний громадянин міста Баден-Баден

### Прусське королівство
- Залізний хрест 2-го класу
- Орден Червоного орла, великий хрест (8 жовтня 1874)
- Орден Чорного орла з ланцюгом
- Королівствий орден дому Гогенцоллернів, великий командорський хрест
- Князівський орден дому Гогенцоллернів, почесний хрест 1-го класу
- Медаль Червоного Хреста (Пруссія) 1-го класу (27 січня 1899)

### Нідерландське королівство
- Орден Золотого Лева Нассау (липень 1864)
- Орден Нідерландського лева, великий хрест
- Орден Віллема, великий хрест

### Російська імперія
- Орден Андрія Первозванного
- Орден Святого Олександра Невського

### Інші країни
- Орден дому Саксен-Ернестіне, великий хрест (липень 1846)
- Орден Рутової корони (Саксонське королівство; 1853)
- Королівський угорський орден Святого Стефана, великий хрест (1860)
- Хрест Заслуг за 1870/71 (Баварське королівство)
- Орден Вендської корони, великий хрест з короною в золоті (Мекленбург)
- Орден Святого Карла (Монако), великий хрест
- Медаль «За військові заслуги» (Ліппе)
- Золота ювілейна медаль (Британська імперія)

## Вшанування пам'яті
На честь Германа Саксен-Веймар-Айзенаського названа вулиця Weimarstraße у Штутгарті.